# Федерико Гарсија Лорка
Федерико Гарсија Лорка (шп. Federico García Lorca; Фуенте Вакерос, 5. јун 1898 — околина Алфакара, Гранада, 19. август 1936) био је шпански песник, драматург и позоришни редитељ. 
Студирао је књижевност, сликарство и музику, што је касније дошло до изражаја у његовом бављењу сценском уметношћу тј. драмом. Путовао је широм Шпаније, али је посетио и Америку, САД и Аргентину. У САД је стигао у доба економске кризе па је ту земљу доживео као свет празнине и тескобе у којем нема ничег хуманог, већ је све подређено трци за новцем.
Музику је учио од чувеног Мануела де Фаље, а сам је скупљао и хармонизовао народне напеве. То је у његово песничко и драмско дело унело снажну музикалност и помогло му да формира оригинални песнички израз. Иако је Лорка започео бављење поезијом у доба шпанског ултраизма и креационизма, његов циљ није био песнички експеримент и мода тренутка. На оригинални начин, овај песник је спојио свој уметнички таленат и искуство авангарде са националном, односно локалном традицијом Андалузије.
Лорка је међу првим песницима авангарде осетио разорну снагу и нехуманост механизације и потрошачког друштва које је она производила. Његов боравак у Америци је резултирао потресном збирком Песник у Њујорку. Најзначајније драме Гарсије Лорке јесу Крвава свадба и Дом Бернарда Албе. Песник је позориште сматрао "најјачим и најкориснијим оружјем у подизању земље и барометром, што показује њену величину и пад."
Гарсија Лорка је стекао међународно признање као емблематични члан Генерације '27, групе коју чине углавном песници који су у шпанску књижевност увели начела европских покрета (попут симболизма, футуризма и надреализма). Сматра се да су га националистичке снаге убиле на почетку Шпанског грађанског рата. Иако се Лорка није активно бавио политиком, за време грађанског рата је био ухваћен и стрељан у августу 1936. Не зна се тачно где му је гроб.
Његова заоставштина се у Шпанији сматра националним културним благом.

## Биографија

### Детињство
Рођен је 5. јуна 1898. године у гранадској општини Фуенте Вакерос, у крилу породице удобног економског положаја, а крштен је као Федерико дел Саградо Корасон де Хесус Гарсија Лорка. Отац му је био земљопоседник Федерико Гарсија Родригез. (1859-1945) и његова мајка, Висента Лорка Ромеро (1870-1959), друга супруга његовог оца, школска учитељица која је гајила књижевни укус његовог сина. Његова прва кућа, у Фуенте Вакеросу, тренутно је музеј.
Године 1906. отишао је да живи код свог учитеља Антонија Родригеза Еспиносе у Алмерију, где је живео током 1907-1908 и током јула и августа исте године. Али се разболео од оралне болести, због чега се преселио у Гранаду и од 1909. студирао у Пресветом Срцу Исусовом.
У тинејџерским годинама више се интересовао за музику него за књижевност; Студирао је клавир код Антонија Сегура Месе и међу својим пријатељима на универзитету био је познат више као музичар него као нови писац. Године 1926, у родном дому породице Гарсија-Тревијано у Оргиви, премијерно је за клавиром извео мазурку коју је компоновао Мануел де Фаља за Кармен Гарсија-Тревијано, у то време тетке адвоката и антифранковског политичара Антонија Гарсије-Тревијано.

### Младост
Лорка је био син имућног андалузијског земљопоседника, никад није био успешан ђак. 1909. се са родитељима сели у Гранаду. 1919. године ради студирања књижевности и права одлази у Мадрид где се упознаје и дружи са многим тадашњим шпанским интелектуалцима као што су уметници Луис Буњуел и Салвадор Дали, што је имало велики утицај на њега. Музику је студирао код М. де Феил који му је усадио љубав према народној песми и усмерио га ка сакупљању народног блага. У Мадриду се такође упознаје са актуелним европским и светским збивањима и проблемима. Крајем двадесетих година постаје депресиван понајвише због неприхватања околине и пријатеља његове хомосексуалне оријентације. Буњуел и Дали заједно раде на филму "Андалузијски пас", који је Лорка протумачио као директан напад на њега. Схвативши проблем, његови родитељи га шаљу на пут по Америци. Од 1929. до 1930. борави у САД, највише у Њујорку, а посетио је и Кубу.
| „                        | Осветљен сам као ружа са стотину листова, али ме стварност затвара у своју ружну кућу од еспарто траве. Пишу ми из Резиденције и кажу да немају собу. Ово је страшно! Како ћу ићи негде другде? Плаше ме средина Бароха и Галдоса, газдарица, опаки студент... Какав ужас! Па да не причамо ништа о Замасоису итд... Ужасно! Дакле, док не будем имао собу сам у Резиденцији, не идем у Мадрид... Каква штета! [...] Имам лошу сенку. И морам да изађем, чујеш ли? Давим се. Ова страшна и празна провинцијска средина испуњава моје срце паучином. | ” |
| — Федерико Гарсија Лорка | |   |

### Млади писац
У Residencia de Estudiantes у Мадриду, Гарсија Лорка спријатељио се са Луисом Буњуелом и Салвадором Далијем и многим другим уметницима који су били, или ће постати утицајни широм Шпаније. Преузет је под окриље песника Хуана Рамона Хименеза, зближио се са драматургом Едуардом Марквином и Грегоријем Мартинезом Сијером, директором мадридског Театра Еслава.
1919–20., На Сијерин позив, написао је и поставио своју прву драму  The Butterfly's Evil Spell ( Зла чаролија лептира). Била је то игра у стиху која је драматизовала немогућу љубав између бубашваба и лептира, уз пратећу глумачку мрежу других инсеката; са сцене га је исмејала незадовољна публика након само четири представе и утицала је на однос Гарсије Лорке према позоришној публици до краја каријере. Касније ће тврдити да је Маријана Пинеда, написана 1927. године, заправо била његова прва драма. Током времена у Residencia de Estudiantes, бавио се правом и филозофијом, мада га је више занимало писање него студирање.
Прва књига песама Гарсије Лорке, Libro de poemas, објављена је 1921. године, прикупљајући дела написана из 1918. године и изабрана уз помоћ његовог брата Франциска (Пакито). Оно се тиче тема вере, изолације и природе које су испуниле његова прозна размишљања. Почетком 1922. године у Гранади, Гарсија Лорка придружио се композитору Мануелу де Фаљи како би промовисао Concurso de Cante Jondo, фестивал посвећен побољшању фламенко перформанса. Годину дана пре него што је Лорка почео да пише своју Poema del cante jondo („Песма дубоке песме“, објављена тек 1931), па је природно саставио есеј о уметности фламенка, и почео јавно да говори у знак подршке Конкурса.
Током следећих неколико година, Гарсија Лорка се све више укључио у шпанску авангарду. Објавио је песничку збирку под називом Canciones (Песме), мада није садржала песме у уобичајеном смислу. Убрзо након тога, Лорка је позван да изложи серију цртежа у Galeries Dalmau у Барселони, од 25. јуна до 2. јула 1927. Лоркине скице биле су спој популарног и авангардног стила, допуњавајући Cancion. И његова поезија и цртежи одражавали су утицај традиционалних андалузијских мотива, кубистичке синтаксе и заокупљености сексуалним идентитетом. Неколико цртежа састојало се од суперпонираних лица попут снова (или сенки). Касније је двострука лица описао као аутопортрете, показујући „способност човека да плаче, као и да побеђује“, у складу са својим уверењем да су туга и радост нераздвојни, баш као и живот и смрт.
Romancero Gitano (Цигански романсеро, 1928), део његове серије Cancion, постала је његова најпознатија књига поезије. Била је то високо стилизована имитација балада и песама које су се још увек причале широм шпанског села. Гарсија Лорка описује то дело као „изрезбарени олтарски комад "Андалузија са „Ромима, коњима, арханђелима, планетама, јеврејским и римским поветарцем, рекама, злочинима, свакодневним додиром кријумчара и небеском нотом голе деце Кордове." Књига која тешко да уопште изражава видљиву Андалузију, али тамо где скривена Андалузија подрхтава." 1928. књига му је донела славу широм Шпаније и хиспанског света, а тек много касније стекао је значај као драмски писац. До краја живота, писац ће трагати за елементима андалузијске културе, покушавајући да пронађе њену суштину не прибегавајући „живописној“ или клишејској употреби „локалне боје."
Цигански романсеро је састављен од 18 песама. Снага којом је Гарсија Лорка у своје стихове унео народну традицију Андалузије, учинила је да Шпанија и Латинска Америка прихвате поезију овог песника готово као своје народне песме.
Његова друга представа, Mariana Pineda, са сценским поставкама Салвадора Далија, отворила је велико признање у Барселони 1927. године. 1926. године Гарсија Лорка написао је драму Чудесна супруга обућара, која ће бити приказана тек почетком 1930-их. Била је то фарса о фантазији, заснована на односу кокетне, дражесне жене и кокошијег постолара.

### Повратак у Шпанију
Лорка се 1930. враћа у новопроглашену Републику Шпанију. На позив свог гранадског професора, социјалисте Ф. де ла Риоса, Лорка прихвата посао директора и уметничког аниматора студентског путујућег позоришта Ла Барака. Током турнеје са Ла Бараком, Гарсија Лорка написао је своје сада најпознатије драме, „Руралну трилогију“, Крваво венчање, Јерму и Кућу Бернарда Албе, које су се све побуниле против норми буржоаског шпанског друштва. Позвао је на поновно откривање корена европског позоришта и довођење у питање удобних конвенција као што су популарне салонске комедије тог доба. Његов рад оспоравао је прихваћену улогу жена у друштву и истраживао табу питања хомоеротизма и класе. Гарсија Лорка написао је мало поезије у овом последњем периоду свог живота, изјавивши 1936. године, „позориште је поезија која израња из књиге и постаје довољно човечна да може да разговара и виче, плаче и очајава."
Осим што се вратио класичним коренима позоришта, Гарсија Лорка окренуо се и традиционалним облицима у поезији. За његово последње песничко дело, Sonetos de amor oscuro (Сонети мрачне љубави, 1936), дуго се мислило да је инспирисано његовом страшћу према Рафаелу Родригез Рапуну, секретару Ла Бараке. Документи и успомене откривени 2012. године сугеришу да је стварна инспирација био Хуан Рамирез де Лукас, 19-годишњак с којим се Лорка надао да ће емигрирати у Мексико. Љубавни сонети инспирисани су песником из 16. века Сан Хуан де ла Крузом. Субвенцију Ла Бараке преполовила је десничарска влада изабрана 1934. године, а последњи учинак дат је у априлу 1936. године.
Лорка је лета провео у Хуерта де Сан Висенте од 1926. до 1936. Овде је написао, у целини или делимично, нека од својих главних дела, међу којима „Кад прође пет година" (Aci que pasen cinqo anos) (1931), Крваво венчање (1932). ), Jерма (1934) и  Divan del Tamarit (1931–1936). Песник је живео у Хуерта де Сан Висенте непосредно пре хапшења и атентата августа 1936.
Иако цртежи Гарсија Лорка не добијају често пажњу, он је такође био талентовани уметник.

### Смрт
За време избијања грађанског рата, Лорка се затекао у Визнару, у Гранади. 19. августа 1936. Фашистички војници су га ухватили и стрељали, а тело су му бацили у необележен гроб. Франкова влада је покушала да уништи успомену на Лорку тако што је уништила сва његова дела, а спомињање његовог имена је било строго забрањено. Како је био међу првим и најславнијим жртвама грађанског рата, Лорка је убрзо постао симбол жртве политичке репресије и фашистичке тираније.
Тврдило се да је Гарсија Лорка био аполитичан и да је имао много пријатеља и у републиканском и у националистичком кампу.
Гибсон то оспорава у својој књизи о песниковој смрти из 1978. године. Наводи, на пример, објављени манифест Мунда Обрера, који је Лорка касније потписао, и наводи да је Лорка био активна подршка Народном фронту. Лорка је прочитао овај манифест на банкету у част колеги песнику Рафаелу Албертију 9. фебруара 1936.
Многи антикомунисти били су наклоњени Лорки или су му помагали. У данима пре хапшења пронашао је склониште у кући уметника и водећег члана Фаланге Луиса Росалеса. Заправо, докази сугеришу да је цивилни гувернер Валдес умало био устрељен од стране Росалеса јер је помогао Лорки. Песник Габриел Селаја написао је у својим мемоарима да је једном пронашао Лорку у друштву фалангисте Хосеа Марије Ајзпуре. Селаја је даље писао да је Лорка вечерао сваког петка са оснивачем и вођом фалангиста Хосеом Антонијом де Ривером. 11. марта 1937. године у штампи фалангиста појавио се чланак у којем се осуђује убиство и лионизира Гарсија Лорка; чланак је отворен:„Убијен је најфинији песник царске Шпаније.“
Жан-Луис Шонберг је такође изнео теорију „хомосексуалне љубоморе“. Досије о убиству, састављен 1936. године на Франков захтев и на који су се Гибсон и други позивали, а да га нису видели, тек треба да исплива на површину. Први објављени извештај о покушају лоцирања Лоркиног гроба може се наћи у књизи британског путника и хиспанисте Џералда Бренана „Лице Шпаније“. Упркос раним покушајима попут Бренановог 1949. године, налазиште је остало неоткривено током читаве ере Франка.

### Тражење гроба
"...И онда сам схватио да сам убијен.
Тражили су ме у кафићима,
гробовима и црквама...
али ме нису нашли.
Никад ме нису нашли?
Не. Никад ме нису нашли."

2008. године шпански судија отворио је истрагу о Лоркиној смрти. Породица Гарсија Лорка повукла је приговоре на ископавање потенцијалног гробног места у близини Алфакара, али на том месту нису пронађени људски остаци. Истрага је прекинута. Даља истрага започета је 2016. године, без успеха.
Крајем октобра 2009. године, тим археолога и историчара са Универзитета у Гранади започео је ископавања изван Алфакара. Место је идентификовао три деценије раније човек који је рекао да је помогао ископати Лоркин гроб. Сматрало се да је Лорка сахрањен са најмање још тројицом мушкараца поред кривудавог планинског пута који повезује села Винар и Алфакар.
У октобру 2009. године Франциско Еспинола, портпарол Министарства правде андалузијске регионалне владе, рекао је да ће након вишегодишњег притиска тело Гарсије Лорке „бити ексхумирано за неколико недеља“ Лоркини рођаци, који су се у почетку противили ексхумацији, рекли су да би могли да обезбеде узорак ДНК како би идентификовали његове остатке.
У јануару 2012. локални историчар Мигел Кабалеро Перез, аутор књиге „Последњих 13 сати Гарсије Лорке“, поднео је захтев за дозволу за ископавање другог подручја удаљеног мање од пола километра од налазишта, где верује да се налазе Лоркини посмртни остаци.

## Хомосексуалност
У периоду од 1925. до 1928. Лорка је сарађивао са Далијем. Пријатељство са Далијем било је узајамно страствено, али је Дали одбио било какав еротски аспекат њиховог односа.  Интензитет односа са Далијем је Лорку натерао да призна, ако не и прихвати властиту хомосексуалност. Са успехом збирке песама Цигански романсеро, долази до отуђења од Далија и раскид афере са скулптором Емилијом Соријаном Алдреном. То је довело до појачане депресије. Лорка је осећао бол због своје хомосексуалности.

## Цензура
Фалангистички режим Франциска Франка ставио је општу забрану дела Гарсија Лорке, која је укинута тек 1953. Те године је објављен (цензурисани) Obras Completas (Комплетна дела). Након тога, Blood Wedding, Ierma, The House of Bernard Alba успешно су одиграни на главним шпанским сценама. Obras Completas није обухватио његове, у великој мери, хомоеротичне Сонете мрачне љубави, написане у новембру 1935. године и подељене само са блиским пријатељима. Изгубљени су до 1983/4, када су коначно објављени у форми нацрта. (Никада нису пронађени коначни рукописи). Тек након Франкове смрти, о животу и смрти Гарсије Лорке могло се отворено разговарати у Шпанији. До тога је дошло не само због политичке цензуре, већ и због оклевања породице Гарсије Лорке да дозволи објављивање недовршених песама и драма пре објављивања критичког издања његових дела.

Јужноафрички римокатолички песник Roy Cambell, који је одушевљено подржавао националисте током и након грађанског рата, касније је произвео хваљене преводе Лоркиног дела. У својој песми, Мучеништво Ф. Гарсије Лорке, Кембел је написао,
Не само да је изгубио живот,
с мецима убијен:
Али чекићем и ножем
Био је после тога
- преведен.

## Карактеристике Лоркине поезије
Лорка је почео да пише стихове као петнаестогодишњи дечак. Његову поезију карактеришу три битне црте: артизам, утицај традиције и народних песама и лични, изразито страстан доживљај. Песник је веровао, у пракси спроводио, и изјављивао, чак и кроз неке песме које се могу сматрати његовом поетиком, да у градњи песме води бригу и о најмањем детаљу који обрађује. Утицај народне књижевности у Лоркиној поезији је очигледан при чему није акценат на форми већ на темама; песник настоји да кроз појмове звука, боје и покрета да душу Андалузије која је обележена знаком трагичности и примитивног духа. Његов лични доживљај је нагонски, препун слутњи и тајновитости па на читаоца делује као нестваран. Мисли се да је у песми Романса осуђеног предвидео време и начин своје смрти.
Прву збирку песама је објавио 1921. Следећа збирка песама је Поема дел канте хондо. Канте хондо је типична андалузијска народна песма обогаћена утицајем Цигана луталица и средњовековних Сарацена, али Лорка не подражава буквално њене метричке законе и типичну структуру текста, већ на сопствени начин гради мале композиције.
Његова најчувенија збирка, којом је песник обезбедио своју бесмртност, је Цигански романсеро. Ова збирка садржи све оне, широј публици познате песме, из којих потичу често навођени стихови и лајтмотиви као што су:
Поведох је до реке
Мислећи да девојка је,
Ал' удата она беше.
Или:
Зелено волим те зелено.
У збирци Песник у Њујорку Лорка је опевао своје, већ поменуто, негативно виђење америчког друштва. Неки критичари сматрају да су по стилу ове песме блиске надреализму, док други пак, мисле да је Лорка ту близак експресионизму.
Једна од последњих Лоркиних песама је: Плач за Санчезом Игнасијем Мехијазом у којој је опевао трагичну смрт свог пријатеља, чувеног тореадора.
Осим песама Лорка је писао и драме у којима описује патњу и људске страсти, пре свега жена. Његове најчувеније драме су: Крвава свадба, Јерма и Дом Бернарде Албе.

## Споменице
У Гранади, граду његовог рођења, Парк Федерико Гарсија Лорка посвећен је његовом сећању и Хуерта де Сан Висенте, летњу кућу породице Лорка, отворену као музеј 1995. године.
Парк Федерико Гарсија Лорка, у Алфакару, налази се у близини Фуенте Гранде; 2009. ископавања у њему нису успела да пронађу тело Лорке. У близини маслине, коју неки означавају као локацију гроба, налази се камени споменик Федерику Гарсији Лорки и свим осталим жртвама грађанског рата 1936–39. На спомен обележје се сваке године полаже цвеће на годишњицу његове смрти, а сваке године у парку се у знак обележавања годишњице одржава комеморативни догађај који укључује музику и читање песникових дела. 17. августа 2011. године, у знак сећања на 75. годишњицу Лоркиног убиства и прославе његовог живота и наслеђа, овај догађај је укључивао плес, песму, поезију и драмска читања и привукао стотине гледалаца.
На месту Баранко де Визнар, између Визнара и Алфакара, налази се спомен-камен са натписима „Lorca eran todos, 18-8-2002“ („Сви су били Лорка“). Баранко де Визнар је место масовних гробница и предложено је као друго могуће место песникових остатака.
Гарсија Лорка је почаствован статуом која се истакнуто налази на мадридском тргу Плаза де Санта Ана. Политички филозоф Давид Крокер известио је 2014. године да је „статуа бар још увек амблем оспорене прошлости: Левица сваког дана ставља црвену мараму на врат статуе, а неко из деснице долази касније да је узме."
У Паризу у Француској сећање на Гарсију Лорку почашћује у врту Федерико Гарсија Лорка, у центру француске престонице, на Сени.
2014. године Лорка је био један од почаствованих људи у Rainbow Honor Walk, шетњи славних, у четврти Castro у Сан Франциску, за ЛГБТ људе који су „дали значајан допринос на својим пољима“.

## Листа радова

### Поезија
- Impresiones y paisajes (Impressions and Landscapes 1918.)
- Libro de poemas (Book of Poems 1921.)
- Poema del cante jondo (Poem of Deep Song; написано 1921. али није објављено до 1931.)
- Suites (написано between 1920 and 1923, објављено постхумно 1983.)
- Canciones (Songs. написане 1921. and 1924, објављене 1927.)
- Romancero gitano (Gypsy Ballads 1928.)
- Odes (написано 1928.)
- Poeta en Nueva York (написано 1930 – објављено постхумно 1940.)
- Llanto por Ignacio Sánchez Mejías (Lament for Ignacio Sánchez Mejías 1935.)
- Seis poemas galegos (Six Galician poems 1935.)
- Sonetos del amor oscuro (Sonnets of Dark Love 1936, није објављено до 1983.)
- Lament for the Death of a Bullfighter and Other Poems (1937)
- Primeras canciones (First Songs 1936)
- The Tamarit Divan (песме написане 1931–34 и нису објављене; тек после његове смрти у специјалној едицији Revista Hispánica Moderna 1940).
- Selected Poems (1941)

### Представе
- Christ: A Religious Tragedy (незавршено, 1917)
- The Butterfly's Evil Spell: (написано 1919–20, прва представа 1920)
- The Billy-Club Puppets: (написано 1922–5, прва представа 1937)
- The Puppet Play of Don Cristóbal: (написано 1923, прва представа 1935)
- Mariana Pineda (написано 1923–25, прва представа 1927)
- The Shoemaker's Prodigious Wife: (написано 1926–30, прва представа 1930, revised 1933)
- The Love of Don Perlimplín and Belisa in the Garden: (написано 1928, прва представа 1933)
- The Public: (написано 1929–30, прва представа 1972)
- When Five Years Pass: (написано 1931, прва представа 1945)
- Blood Wedding: (написано 1932, прва представа 1933)
- Yerma (написано 1934, прва представа 1934)
- Doña Rosita the Spinster: (написано 1935, прва представа 1935)
- Play Without a Title: (only one act, написано 1936, прва представа 1986)
- The House of Bernarda Alba: (написано 1936, прва представа 1945)
- Dreams of my Cousin Aurelia: (незавршено)

### Кратке представе
- El paseo de Buster Keaton (Buster Keaton goes for a stroll 1928)
- La doncella, el marinero y el estudiante (The Maiden, the Sailor and the Student 1928)
- Quimera (Dream 1928)

### Сценарио за филм
- Viaje a la luna (Trip to the Moon 1929)

### Опере
- Lola, la Comedianta (Lola, the Actress, незавршена сарадња са Мануелом де Фаљом, 1923)

### Цртежи и слике
- Salvador Dalí, 1925. 160 × 140 mm. Мастило и оловка на папиру. Приватна колекција, Барселона, Шпанија.
- Bust of a Dead Man, 1932. Мастило и оловка на папиру. Чикаго, САД.